# Орден Чингісхана
О́рден Чингісха́на (монг. Чингис хааны одон, Chingis khaany odon) — державна нагорода в Монголії. Нині це найвища державна нагорода в країні, яку присуджують за особливі заслуги. Критеріями отримання нагороди є побудова та розвиток демократичного суспільства, ознайомлення інших країн із монгольською культурою та/або мистецтвом та пропагування монгольської культури у світі. Він був заснований у травні 2002 року президентом Нацагініном Багабанді на честь 840-ї річниці від дня народження Великого хана Монгольської імперії Чингісхана. Особі, яку нагороджено орденом, видається сума, еквівалентна 35 грамам золота (близько 235 монгольських тугриків, 1743 доларів США).

## Список одержувачів
- Пунсалмаагійн Очірбат (2005)
- Бямбасуренгійн Шарав (2006)
- Дашійн Бямбасурен (2009)

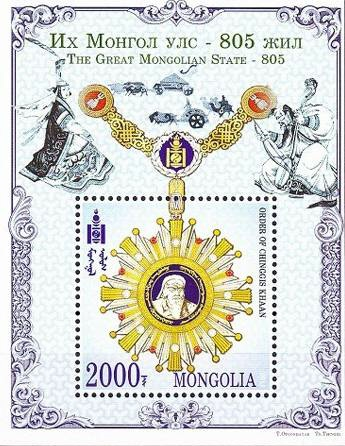
Нагорода на монгольській марці

- Раднасүмберелійн Гончігдорж (2010)
- Нацагійн Багабанді (2011)
- Дамдіни Демберел (2012)
- Думаагін Содном (2013)
- К. Намсрай (2014)
- Г. Менд-Ойо (2015)
- Г. Аріунбатар (2016)[5]
- Найдангийн Тувшинбаяр (2017)[6]
- The Hu (2019)[7]